# Axicolumella
Axicolumella es un género de foraminífero bentónico de la familia Thomasinellidae, de la superfamilia Textularioidea, del suborden Textulariina y del orden Textulariida. Su especie tipo es Lituola cylindrica. Su rango cronoestratigráfico abarca el Turoniense (Cretácico superior).

## Discusión
Clasificaciones previas incluían Axicolumella en la superfamilia Hormosinoidea y del orden Lituolida.

## Clasificación
Axicolumella incluye a las siguientes especies:
- Axicolumella cylindrica